# Malayocorynus
Malayocorynus là một chi bọ cánh cứng trong họ Chrysomelidae.
Chi này được miêu tả khoa học năm 2004 bởi Medvedev.

## Các loài
Chi này gồm các loài:
- Malayocorynus viridis Medvedev, 2004